# Barney Solomon
John Charles „Barney” Solomon (ur. 11 lutego 1883 w Camborne, zm. 27 czerwca 1952 w Redruth) – brytyjski rugbysta, olimpijczyk, zdobywca srebrnego medalu w turnieju rugby union na Letnich Igrzyskach Olimpijskich w 1908 roku w Londynie.
Brat Berta Solomona. Z żoną Elizą miał czternaścioro dzieci. Pracował jako górnik w kopalni cyny, zmarł na krzemicę.

## Kariera sportowa
W trakcie kariery sportowej związany był z klubem Redruth RFC, a także został wybrany do drużyny hrabstwa. W 1908 roku z zespołem Kornwalii – ówczesnym mistrzem angielskich hrabstw wytypowanym przez Rugby Football Union na przedstawiciela Wielkiej Brytanii – zagrał w turnieju rugby union na Letnich Igrzyskach Olimpijskich 1908. W rozegranym 26 października 1908 roku na White City Stadium spotkaniu Brytyjczycy ulegli Australijczykom 3–32. Jako że był to jedyny mecz rozegrany podczas tych zawodów, oznaczało to zdobycie przez Brytyjczyków srebrnego medalu.